# Glyptus
Glyptus is een geslacht van kevers uit de familie van de loopkevers (Carabidae). De wetenschappelijke naam van het geslacht is voor het eerst geldig gepubliceerd in 1835 door Brulle.

## Soorten
Het geslacht Glyptus omvat de volgende soorten:
- Glyptus insignis Gestro, 1895
- Glyptus sculptilis Brulle, 1835